# Andrée Corbiau
Pour les articles homonymes, voir Deltour et Corbiau (homonymie).
Andrée Corbiau (née Andrée Deltour) est une scénariste belge de cinéma.

## Scénarios
- Le Roi danse
- Farinelli
- Le Maître de musique

## Vie privée
Andrée Corbiau est l'épouse de Gérard Corbiau.